# Pachygnatha ochongipina
Pachygnatha ochongipina là một loài nhện trong họ Tetragnathidae.
Loài này thuộc chi Pachygnatha. Pachygnatha ochongipina được miêu tả năm 1995 bởi Barrion & Litsinger.